# Mobile Suit Gundam

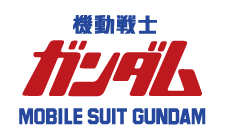
Logotypen till Mobile Suit Gundam 0079.

Mobile Suit Gundam, även känd som "Gundam 0079" eller "First Gundam", är en japansk anime-serie från 1979, känd för att vara den första mecha-serien som fokuserar på "real robots", mecha som behandlas på ett realistiskt sätt (i kontrast med "super robots" som ofta har superkrafter och är i stort sett oförstörbara). Det är första serien som utspelar sig i UC (Universal Century)-universumet och även första delen i mechaserien Gundam. Serien floppade först när den gick i japansk TV och serien avslutades i förtid. När leksaksförsäljningen tog fart återvände regissören Yoshiyuki Tomino för att omarbeta och klippa ner materialet ur serien till tre biofilmer som blev oerhört populära. Serien har blivit ett stort fenomen och RX-78-2 Gundam, den mecha som huvudpersonen Amuro Ray kontrollerar, har blivit en stor populärkulterell ikon. Många fortsättningar och spinn-offs har kommit genom åren,bl.a. Gundam SEED, Gundam Wing, Gundam 00 och SD Gundam. 